# Vixen 357
Vixen 357 (ヴィクセン ３５７, Vu~ikusen 357) é um jogo eletrônico de wargame para o Sega Mega Drive que acontece no final do século 25. O jogo foi desenvolvido pela Masaya Games, publicado pela Nihon Computer System, e lançado em 23 de outubro de 1992. O preço de varejo da data de lançamento foi de 8.880 ienes japoneses. ,Uma produção traduzida em inglês está prevista para 2019 pela Super Fighter Team com um preço de $63 (para clientes dos EUA) e $70 (para o resto do mundo).

## Resumo
No ano de 2396, a nação de Merisma Harp completou o desenvolvimento da mais nova e avançada linha de robôs de operações de combate: VECTORs. Destinado a proteger o planeta Terra de invasores alienígenas, essas poderosas armas foram confiadas à Equipe Slash de Takuya Murasawa para testes de campo.
Mas quando as instalações militares da Merisma Harp foram subitamente atacadas por outra nação, a equipe Slash foi chamada para as linhas de frente da batalha. Este grupo jovem deve agora colocar os VECTORs não comprovados no teste final, numa corrida para desmascarar e derrotar o inimigo.
Muitos dos personagens que são fornecidos ao jogador fornecem desenvolvimento de personagem e perdê-los pode significar perder o jogo, resultando em um game over. O jogo usa uma economia de bateria para ajudar os jogadores a recuperar os personagens perdidos no caso de um deles morrer em um erro tático.[carece de fontes?]
Cutscenes com estilo de anime ajudam a melhorar o enredo à medida que a história se desenvolve.